# Alexandre Volkoff
Pour les articles homonymes, voir Volkoff.
Alexandre Volkoff (en russe : Александр Александрович Волков) est un acteur, scénariste et réalisateur russe, né le 27 décembre 1885 dans l'oblast de Moscou et mort le 22 mars 1942  à Rome.

## Biographie
Alexandre Volkoff est au début de sa carrière baryton à l'Opéra de Moscou, à la suite d'un accident vocal il se tourne vers le cinéma.
Il travaille d'abord comme scénariste, auteur d'intertitres pour la société de production Thiemann et Reinhardt. Son premier film en tant que réalisateur Sny mimoletnye, sny nazabotnye snyatsya lish raz (Dreams So Fleeting, Dreams So Carefree, Are Dreams Only Once) sort en décembre 1913.
Après un film biographique sur Ismail Bey Gaspirali, il réalise en 1914, Haroul, le lâche ou Le Fuyard (Garun bezhal bystree lani). Il fait alors la rencontre d'Ivan Mosjoukine et il réalise une série de films pour Pathé/Le Film Russe (Série d'Or Russe) : Le Cœur du mal, Au sommet de sa gloire, L'Araignée verte, et surtout Le Père Serge coréalisé par Yakov Protazanov d'après Léon Tolstoï et produits par Iossif Ermoliev. Suivront dans la même veine, Les Coulisses de l'écran, Concours de beauté, Est coupable, Assez de sang, et Les hommes meurent pour du métal (1919) avec Nicolas Rimsky.
La révolution russe le pousse à quitter la Russie et il rejoint la France en mars 1920 en compagnie de Iossif Ermoliev et de leur petite troupe, Ivan Mosjoukine, Nathalie Lissenko, Nicolas Rimsky et le producteur Alexandre Kamenka.
Là, ils deviendront ce que l'Histoire appellera des Russes blancs. Ermoliev fonde sa société Albatros pour laquelle Alexandre Volkoff réalise L'Échéance fatale en 1921 avec Nicolas Rimsky et Laurent Morléas, La Maison du mystère d'après Jules Mary, film-fleuve de 7 heures avec Ivan Mosjoukine et Charles Vanel, qui obtint des applaudissements incessants lors de sa projection à New York en 2003.
Puis vient Kean ou Désordre et génie, en 1924, d'après Alexandre Dumas, avec de nouveau Ivan Mosjoukine et Nathalie Lissenko et Nicolas Koline qui contient la scène d'agonie et de mort la plus longue de l'histoire du cinéma, puisqu'elle dure entre 16 et 20 minutes selon les vitesses de projection. Suivent Le Brasier ardent (coréalisé avec Ivan Mosjoukine), Les Ombres qui passent (1924), Casanova (1927) et Shéhérazade (1928).
Alexandre Volkoff devient l'assistant réalisateur d'Abel Gance pour le Napoléon de 1927. Son premier film parlant est Le Diable blanc d'après Léon Tolstoï, en 1930, avec Ivan Mosjoukine, Lil Dagover, et pour la première fois à l'écran Peter Lorre, filmé à Grenoble et produit par l'Universum Film AG.
En 1934, Iossif Ermoliev produit La Mille et Deuxième Nuit  que réalise Alexandre Volkoff avec Ivan Mosjoukine et aussi Tania Fédor. Mosjoukine y campe le prince Tahar, un soldat héroïque, mais le cinéma parlant commence à handicaper le comédien à l'accent russe.
La Gaumont produit également son Enfant du carnaval en 1934 avec le même couple vedette, écrit avec Jean Sablon, avec Saturnin Fabre et Camille Bardou dont c'est le dernier film.
En 1936, il réalise un film allemand, Wolga-Wolga (Stenka Razin), produit par la Badal, avec Hans Adalbert Schlettow qui raconte musicalement la révolte de Stenka Razine en 1671 contre le tsar Alexis Mikhaïlovitch.
Les Russes blancs avaient pour la plupart en France le statut d'apatrides et les difficultés que lui et son épouse Alexandra rencontrent sont croissantes.
Son dernier film Amours impériales est réalisé en Italie en 1941 et produit par la Titanus.

## Filmographie

### Réalisateur
- 1913 : Sny mimoletnye, sny bezzabotnye snyatsya lish raz
- 1914 : Ismaël Bey
- 1914 : Beglets
- 1914 : Garun bezhal bystree lani (ou Haroul le lâche ou Le Fuyard)
- 1914 : Belle comme la mort
- 1916 : Le Cœur du mal
- 1916 : Au sommet de sa gloire (ou Au faîte de sa gloire)
- 1916 : L'Araignée verte (Zelyonyy pauk)
- 1916 : Yego glaza en coréalisation avec Vyacheslav Viskovsky
- 1917 : Le Père Serge (Otets Sergiy) en coréalisation avec Yakov Protazanov
- 1917 : Les Coulisses de l'écran (Kulisy ekrana) en coréalisation avec Georg Asagaroff (en)
- 1917 : Le Chant de la liberté (Kulisy svobody)
- 1917 : Concours de beauté (Konkurs krasoty)
- 1917 : Est coupable
- 1917 : Assez de sang (Ne nado krovi) en coréalisation avec Yakov Protazanov
- 1919 : Les hommes meurent pour du métal (Lyudi gibnut za metall)
- 1921 : L'Échéance fatale
- 1923 : La Maison du mystère
- 1923 : Le Brasier ardent en coréalisation avec Ivan Mosjoukine
- 1924 : Kean ou Désordre et génie (ou Kean, ou Désorde et Génie)
- 1924 : Les Ombres qui passent
- 1927 : Casanova
- 1928 : Shéhérazade (Geheimnisse des Orients)
- 1930 : Le Diable blanc (Der weiße Teufel)
- 1933 : La Mille et Deuxième Nuit
- 1934 : L'Enfant du carnaval
- 1936 : Stjenka Rasin
- 1941 : Amours impériales (Amore imperiale)

### Scénariste
- 1917 : Le Père Serge (Otets Sergiy)
- 1917 : Les Coulisses de l'écran (Kulisy ekrana)
- 1920 : L'Angoissante Aventure  de Yakov Protazanov
- 1924 : Kean ou Désordre et génie (ou Kean, ou Désorde et Génie)
- 1924 : Âme d'artiste (ou Rêve et Réalité) de Germaine Dulac
- 1927 : Casanova
- 1928 : Shéhérazade (Geheimnisse des Orients)
- 1930 : Le Diable blanc (Der weiße Teufel)
- 1941 : Amours impériales (Amore imperiale)

### Acteur
- 1913 : La Cruche cassée (Razbitaya vaza) de Yakov Protazanov
- 1913 : La Clé du bonheur (Klyuchi schastiya) de Vladimir Gardine et Yakov Protazanov
- 1915 : Le Portrait de Dorian Grey (Portret Doryana Greya) de Vsevolod Meyerhold et Mikhail Doronin
- 1917 : La Fresque inachevée (Krestyy put) de Yakov Protazanov :
- 1921 : La Pocharde de Henri Étiévant : Hubert de Thiellay